# 艾迪 (大西洋比利牛斯省)
艾迪（法語：Aydie，法語發音：[ajdi]）是法国大西洋比利牛斯省的一个市镇，属于波城区。

## 地理
艾迪（43°34'10"N, 0°6'17"W）面积7.86 平方千米，位于法国新阿基坦大区大西洋比利牛斯省，该省份为法国东南部省份，涵盖了贝阿恩与北巴斯克，西临大西洋比斯開灣，北至朗德省，东北接热尔省，东临上比利牛斯省，南与西班牙接壤。
与艾迪接壤的市镇（或旧市镇、城区）包括：欧布斯、圣拉纳、维耶拉、阿罗塞斯、蒙迪斯。

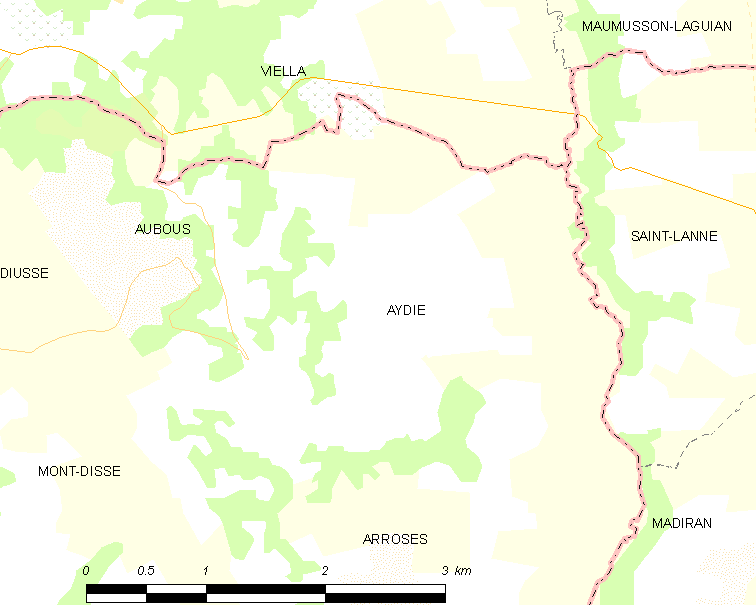
的OSM定位图

艾迪的时区为UTC+01:00、UTC+02:00（夏令时）。

## 行政
艾迪的邮政编码为64330，INSEE市镇编码为64084。

## 政治
艾迪所属的省级选区为吕伊河土地和维克比伊山坡县。

## 人口

1962-2008年间人口变化图示

艾迪于2022年1月1日时的人口数量为134人。